# Gitanopsis templadoi
Gitanopsis templadoi is een vlokreeftensoort uit de familie van de Amphilochidae. De wetenschappelijke naam van de soort is voor het eerst geldig gepubliceerd in 1995 door Ortiz & Lalana.